# Wyong
Wyong kisváros Ausztrália Új-Dél-Wales államában, a Central Coast régióban, közel a Tasman-tengerhez. 1888-ban alapították, ez az egyike a két közigazgatási központnak a Central Coast Tanács önkormányzati területen. Lakosainak száma 4326 fő (2016. augusztus 9.).

## Fekvése
Newcastle-től mintegy 63 km-re dél-délnyugatra, Sydney-től 89 km-re északra, a Wyong folyó bal partján fekszik. Tőle 3 km-re délkeletre a Tuggerah-tó található.

## Népesség
| Lakosok száma | 3632 | 4326 | 4530 |
|               | 2011 | 2016 | 2021 |

## Fordítás
Ez a szócikk részben vagy egészben  a   Wyong, New South Wales című angol Wikipédia-szócikk fordításán alapul.  Az eredeti cikk szerkesztőit annak laptörténete sorolja fel. Ez a jelzés csupán a megfogalmazás eredetét és a szerzői jogokat jelzi, nem szolgál a cikkben szereplő információk forrásmegjelöléseként.

## Külső hivatkozások
- Információk a városról – Centralcoastaustralia.com.au (angolul)